# The Five Faces of Manfred Mann
The Five Faces of Manfred Mann is het eerste muziekalbum dat Manfred Mann maakt. Manfred Mann is daarbij de groepsnaam van de band.

## Musici
- Paul Jones – zang, harmonica
- Mike Vickers – gitaar, saxofoon en fluit (de gitaar had hij net in handen gekregen)
- Dave Richmond – basgitaar;
- Manfred Mann – toetsen;
- Mike Hugg – drums, percussie en vibrafoon

## Composities
1. Smokestack lightning;
2. Don't aks me what I say
3. Sack O Woe
4. What you gonna do
5. Hoochie Coochie Man
6. I'm your kingpin
7. Down the road apiece
8. I've got my mojo working
9. It's gonna work out fine
10. Mr Arnello
11. Untie me
12. Bring it to Jerome
13. Without you
14. You've got to take it

Dit album is samen met de singles, ep's en albums opgenomen in de 4-cd Down the Road Apiece; The EMI Recordings.
Van I'm your kingpin verscheen in 2009 een nieuwe versie door Nick Vernier Band met Paul Jones op harmonica.

## Bron
- Uitgave Down the Road Apiece en OOR